# Rodrigo Pereira Felício
Rodrigo Pereira Felício (São Mamede de Infesta, 22 de janeiro de 1821 – Rio de Janeiro, 26 de julho de 1872), visconde e primeiro conde de São Mamede, foi capitalista e banqueiro português radicado no Brasil.

## Biografia
Nasceu na localidade de Carril Branco, São Mamede de Infesta, filho de José Pereira Felício e de sua mulher Maria Benta de Figueiredo, natural de Valença do Minho. Pelo lado paterno, era neto de Felício Pereira e de sua mulher Ana de Jesus, e pelo lado materno, era neto de Francisco José de Figueiredo e de sua mulher Ana Maria.
Emigrou para o Brasil com apenas nove anos de idade, sob provável orientação de seu tio-avô, Joaquim Antônio Ferreira, futuro Visconde de Guaratiba, chegando ao Rio de Janeiro em 8 de julho de 1830. Dedicou-se à atividade comercial.
Em 1 de setembro de 1860, tornou-se presidente do Banco Rural e Hipotecário do Rio de Janeiro, em substituição ao Barão de São Gonçalo. Em maio do ano seguinte, viajou para a Europa, onde esteve por dois anos. Por esse tempo, foi agraciado com a comenda da Ordem de Nossa Senhora da Conceição de Vila Viçosa por outorga do rei Luís I de Portugal, em 1862. No ano seguinte, foi elevado a moço fidalgo da Casa Real e agraciado pelo Papa com a comenda da Ordem Equestre do Santo Sepulcro de Jerusalém, por ocasião de sua visita a Roma.
Foi um dos fundadores do Brazilian and Portuguese Bank, depois chamado English Bank of Rio de Janeiro, sediado em Londres e com filiais no Rio de Janeiro, em Lisboa e no Porto. Também foi membro destacado da Associação Comercial do Rio de Janeiro e da Sociedade Portuguesa de Beneficência, da mesma cidade.
Devido a mudanças dos estatutos do English Bank, Felício retirou-se do mesmo e, junto com João José dos Reis e José Carlos Mayrink, fundou o Banco Comercial do Rio de Janeiro, em 6 de abril de 1866.

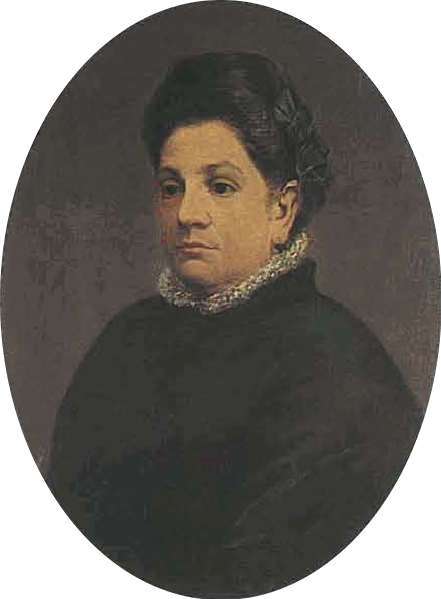
D. Joana, Condessa de São Mamede

Durante sua estadia na Europa, mandou construir a atual igreja paroquial de São Mamede de Infesta, para o que doou cerca de 12 contos de réis. As obras da construção tiveram início em 27 de agosto de 1864 e foram concluídas em 7 de setembro de 1866. Em razão disto, foi agraciado pelo Rei de Portugal com o título de Visconde de São Mamede, por decreto de 12 de setembro seguinte. Em 2 de março de 1869, foi promovido a conde. Foi, também, agraciado com Armas de Mercê Nova.
Faleceu aos 51 anos de idade, devido a um aneurisma do coração.
Era casado, desde 29 de julho de 1849, com sua prima Joana Maria Ferreira da Silveira (Rio Grande, 20 de julho de 1834 - Lisboa, 18 de março de 1897), filha de seu tio-avô José Gonçalves Ferreira e de Lina de Jesus da Silveira Ferreira. Eles tiveram os seguintes filhos:
- José Ferreira Pereira Felício (Rio de Janeiro, 4 de outubro de 1853 - Loures, Lisboa, 14 de junho de 1905), segundo conde de São Mamede; tendo uma de suas filhas, Lydia Pereira Felício de São Mamede, casada com o diplomata e político Joaquim Francisco de Assis Brasil.
- Eugênia Virgínia Ferreira Felício (Rio de Janeiro, 13 de novembro de 1854 - 22 de fevereiro de 1929[6]), casada com Rodolfo Smith de Vasconcelos, 2.º barão de Vasconcelos;[7]
- Maria Julieta Pereira Ferreira Felício (Rio de Janeiro, 29 de novembro de 1865 - 26 de abril de 1947), casada com Francisco de Campos de Castro de Azevedo Soares, 2.º conde de Carcavelos.[8]

A condessa viúva voltar-se-ia a casar, em novembro de 1876, com Miguel Joaquim Xavier de Novais, também português, irmão do escritor Faustino Xavier de Novaes e de Carolina Augusta Xavier de Novais, esposa de Machado de Assis.